# José Zacarías Ávalos Larrahona
José Zacarías Ávalos Larrahona (Vallenar, 2 de octubre de 1811 - Santiago, 1876) fue un político y agrimensor chileno. Hijo de don José Apolinario Ávalos Rojas y de doña Manuela Larrahona Martínez. Se casó en 1852 con María Mercedes Prado Bustamante. 
Estudió agrimensura en el Instituto Nacional, egresando en 1841. Opositor político de los gobiernos conservadores, era reacio a la educación eclesiástica. Ingresó al Partido Radical cuando Pedro León Gallo lo fundó tras la guerra civil contra Manuel Montt (1851). 
Elegido Diputado radical por La Serena (1855-1858), integrando la Comisión de Agricultura y Comercio, además la de Hacienda e Industria.
Participó de las acciones revolucionarias de 1859 contra el gobierno de Manuel Montt, y se autoexilió a Buenos Aires tras la persecución del gobierno conservador. 
Regresó al país en 1866 y fue nombrado secretario del Ministerio de Hacienda, encargado de negocios en la Legación chilena en España (1868) y enviado a la zona agrícola del sur a dirigir las políticas públicas respecto a la agricultura en la región de Arauco (1870).